# Рейсінг Буллс (команда Формули-1)
Racing Bulls S.p.A., що виступає під назвою Visa Cash App Racing Bulls F1 Team (скорочено Racing Bulls or VCARB) — це італійська гоночна команда і конструктор Формули-1, яка дебютувала в сезоні 2024 року. Це один із двох конструкторів Формули-1, що належать австрійському конгломерату Red Bull GmbH, інший — Red Bull Racing. У сезоні 2020–2023 років команда виступала під назвою Scuderia AlphaTauri. Поточними пілотами команди є Ліам Ловсон та Ізак Аджар, а керівником команди являється Лоран Мекіс.

## Походження
Команда бере свій початок від Minardi. Команда Minardi виступала у Формулі-1 з 1985 по 2005 рік, перш ніж її придбала компанія Red Bull у 2006 році та перетворила на молодшу команду Red Bull Racing. З 2006 по 2019 рік команда виступала під назвою Toro Rosso і була відомою тим, що в ній виступали майбутні таланти Red Bull Racing, такі як чотириразовий чемпіон світу Себастьян Феттель, нинішній пілот Scuderia Ferrari Карлос Сайнс-молодший і чинний чемпіон світу Макс Ферстаппен. Крім того, у сезонах 2012 та 2013 років за команду виступав нинішній пілот Данієль Ріккардо.
На сезон 2020 року Toro Rosso було перейменовано на AlphaTauri з метою просування модного бренду AlphaTauri, що належить Red Bull. За словами Франца Тоста та Гельмута Марко, ребрендинг на Scuderia AlphaTauri також підкреслив перехід стайні зі статусу молодшої команди Red Bull Racing до її сестринської команди.
У сезоні 2024 року команда була перейменована на Visa Cash App RB F1 Team. Вони також використовують акронім "VCARB". Нову назву широко розкритикували вболівальники та ЗМІ, а Едд Стро з видання The Race назвав її «найгіршою назвою команди в історії Формули-1» і «соромом для Red Bull і Формули-1 в цілому», стверджуючи, що назва «RB» не має «особистості, ідентичності та амбіцій», її можна легко сплутати з Red Bull Racing і існує лише для того, щоб змусити згадувати назву спонсорів частіше. У сезоні 2025 року команду було заявлено як «Racing Bulls», відкинувши використання ініціалів «RB».

## Історія виступів

### Двигуни Honda RBPT (2024–2025)
Команда RB розпочала сезон Формули-1 2024 року з пілотами Данієлем Ріккардо та Юкі Цунодою. RB продовжила використовувати силові агрегати Honda RBPT, перейшовши на двигуни розроблені Honda ще в 2018 році, коли команда носила назву Scuderia Toro Rosso.
Команда здобула свої перші очки в сезоні на Гран-прі Австралії, де Цунода перетнув фінішну лінію восьмим, але піднявся до сьомої позиції після штрафу Фернандо Алонсо. На Гран-прі Китаю обидва пілоти команди завершили гонку достроково: Цунода був змушений одразу зійти після зіткнення з Кевіном Магнуссеном з Haas, а Ріккардо зійшов через декілька кіл, після того як в задню частину його боліда врізався Ленс Стролл.
Перед Гран-прі США в RB повідомили, що Ріккардо залишить команду, а в останніх шести гонках його місце займе резервний пілот Ліам Ловсон. На наступний сезон Ловсона було підвищено до команди Oracle Red Bull Racing, щоб замінити Серхіо Переса, який покинув команду після завершення сезону. Його місце зайняв пілот Формули-2 та учасник програми Red Bull Junior Team, Ізак Аджар. Однак Ловсон повернувся до Racing Bulls після двох Гран-прі з Red Bull, а Цунода був підвищений до основної команди замість нього.

### Двигуни RBPT під маркою Ford (з 2026)
З 2026 року команда RB, як і сестринська Red Bull Racing, перейде на силові агрегати Red Bull Ford Powertrains та буде використовувати їх принаймні до 2030 року.

## Результати виступів
| Рік      | Шасі     | Двигун                  | Шини | Пілот            | 1   | 2   | 3   | 4    | 5    | 6    | 7   | 8   | 9   | 10  | 11  | 12  | 13  | 14  | 15  | 16   | 17   | 18  | 19  | 20   | 21  | 22  | 23  | 24  | Очки | Місце |
| -------- | -------- | ----------------------- | ---- | ---------------- | --- | --- | --- | ---- | ---- | ---- | --- | --- | --- | --- | --- | --- | --- | --- | --- | ---- | ---- | --- | --- | ---- | --- | --- | --- | --- | ---- | ----- |
| 2024     | VCARB 01 | Honda RBPTH002 1.6 V6 t | P    |                  | БАХ | САУ | АВС | ЯПО  | КИТ  | МАЯ  | ЕМІ | МОН | КАН | ІСП | АВТ | ВЕЛ | УГО | БЕЛ | НІД | ІТА  | АЗЕ  | СІН | США | МЕХ  | САП | ЛВГ | КАТ | АБУ | 46   | 8     |
| 2024     | VCARB 01 | Honda RBPTH002 1.6 V6 t | P    | Данієль Ріккардо | 13  | 16  | 12  | Схід | Схід | 154  | 13  | 12  | 8   | 15  | 9   | 13  | 12  | 10  | 12  | 13   | 13   | 18  |     |      |     |     |     |     | 46   | 8     |
| 2024     | VCARB 01 | Honda RBPTH002 1.6 V6 t | P    | Юкі Цунода       | 14  | 15  | 7   | 10   | Схід | 78   | 10  | 8   | 14  | 19  | 14  | 10  | 9   | 16  | 17  | Схід | Схід | 12  | 14  | Схід | 7   | 9   | 13  | 12  | 46   | 8     |
| 2024     | VCARB 01 | Honda RBPTH002 1.6 V6 t | P    | Ліам Ловсон      |     |     |     |      |      |      |     |     |     |     |     |     |     |     |     |      |      |     | 9   | 16   | 9   | 16  | 14  | 17† | 46   | 8     |
| 2025     | VCARB 02 | Honda RBPTH002 1.6 V6 t | P    |                  | АВС | КИТ | ЯПО | БАХ  | САУ  | МАЯ  | ЕМІ | МОН | ІСП | КАН | АВТ | ВЕЛ | БЕЛ | УГО | НІД | ІТА  | АЗЕ  | СІН | США | МЕХ  | САП | ЛВГ | КАТ | АБУ | 28*  | 6*    |
| 2025     | VCARB 02 | Honda RBPTH002 1.6 V6 t | P    | Ізак Аджар       | НС  | 11  | 8   | 13   | 10   | 11   | 9   | 6   | 7   |     |     |     |     |     |     |      |      |     |     |      |     |     |     |     | 28*  | 6*    |
| 2025     | VCARB 02 | Honda RBPTH002 1.6 V6 t | P    | Юкі Цунода       | 12  | 166 |     |      |      |      |     |     |     |     |     |     |     |     |     |      |      |     |     |      |     |     |     |     | 28*  | 6*    |
| 2025     | VCARB 02 | Honda RBPTH002 1.6 V6 t | P    | Ліам Ловсон      |     |     | 17  | 16   | 12   | Схід | 14  | 8   | 11  |     |     |     |     |     |     |      |      |     |     |      |     |     |     |     | 28*  | 6*    |
| Джерело: |          |                         |      |                  |     |     |     |      |      |      |     |     |     |     |     |     |     |     |     |      |      |     |     |      |     |     |     |     |      |       |

Примітки
- * — Сезон триває.
- † — Пілоти, що не фінішували на Гран-прі, але були класифіковані, оскільки подолали понад 90 % дистанції.